# Temple of Music
Le Temple of Music est une salle de concert  construite pour l'Exposition pan-américaine de 1901 à Buffalo dans l'État de New York. C'est là que le président des États-Unis William McKinley fut assassiné, le 6 septembre 1901. La salle fut démolie après la foire.

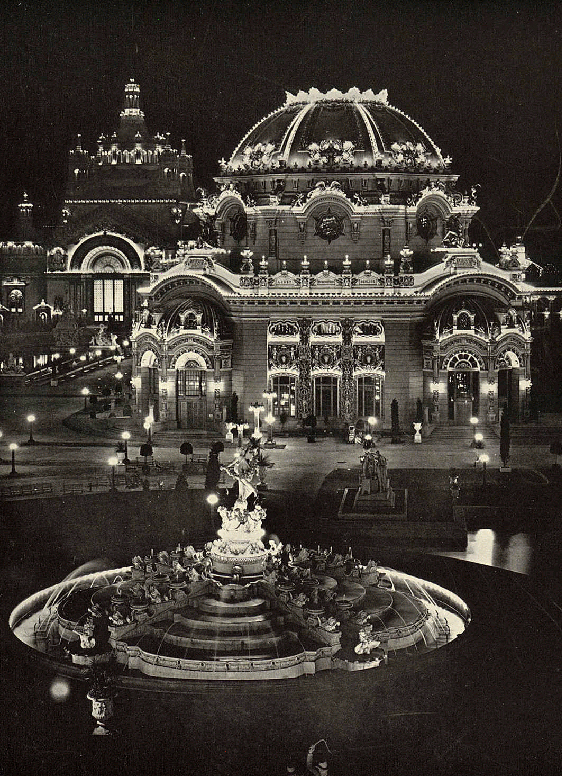
Le Temple of Music de nuit, photographié en 1901.
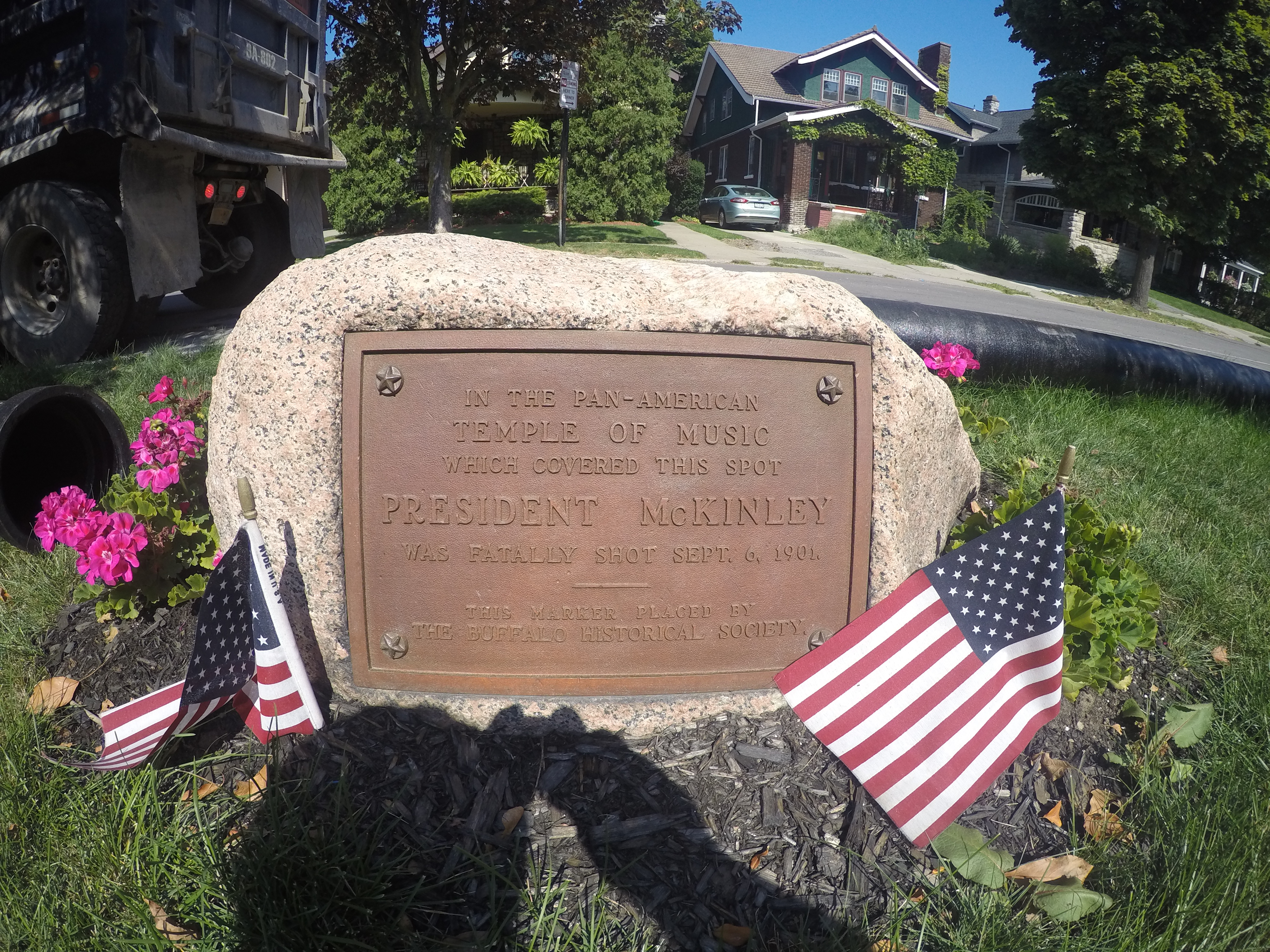
Plaque en mémoire de l'assassinat de William McKinley sur l'emplacement actuel du bâtiment.

## Sources
- (en) Buffalo as an Architectural Museum: August Esenwein (1856-1926)
- (en) Buffalo as an Architectural Museum: Esenwein & Johnson in Buffalo, NY
- (en) Music and Musicians at the Pan-American Exposition: The Temple of Music